# Famille de Baillet-Latour
Pour les articles homonymes, voir Baillet et Latour.
La famille de Baillet-Latour, est une famille, originaire de France qui s'est établie aux Pays-Bas bourguignons au commencement du XVe siècle où elle donna plusieurs branches. Elle fut titrée comte par diplôme du 10 mars 1719.
Elle s'est éteinte en 1980 dans les mâles avec Alfred de Baillet-Latour qui laissa son nom à la fondation Artois-Baillet Latour et en 1998 avec Elisalex (1939-1998).

## Personnalités
- Maximilien de Baillet-Latour (1737–1806), général wallon du Saint Empire qui y servit dans l'armée impériale.
- Louis-Willibrod de Baillet-Latour (1753–1836), général wallon qui servit d'abord dans l'armée impériale du Saint-Empire puis dans les armées de l'Empire français.
- Jean de Baillet (1757-1815), bourgmestre d'Anvers, président du Congrès souverain des États belgiques unis;
- Théodore-François Baillet de Latour (1780–1848), ministre autrichien.
- Hyacinthe de Baillet (1798-1861), membre du parlement belge ;
- Georges de Baillet-Latour (1802-1882), membre du parlement belge;
- Ferdinand de Baillet-Latour (1850-1925), gouverneur de la province d'Anvers et sénateur;
- Henri de Baillet-Latour (1876–1942), troisième président du Comité international olympique;
- Alfred de Baillet-Latour (1901-1980), administrateur des brasseries Artois avec lequel la famille s'éteint.